# アフガニスタンの郡

アフガニスタンの郡。州界は赤色で入っている。

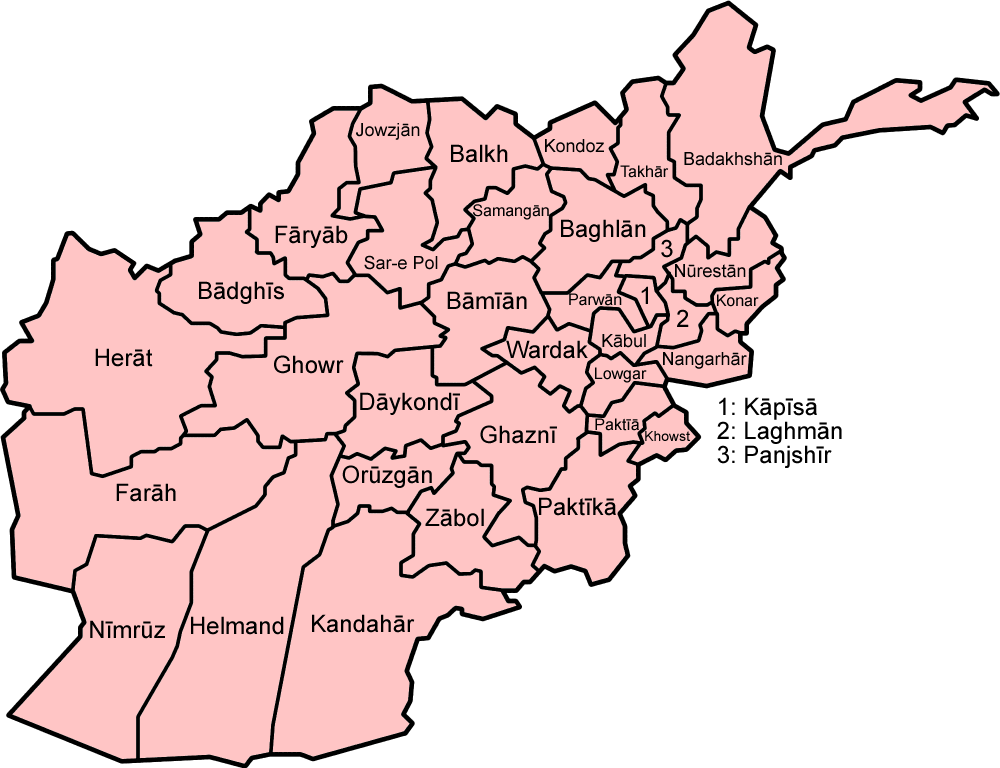
アフガニスタンの州。州名は英字で記載されている。

アフガニスタンの郡（アフガニスタンのぐん）は、「ウレスワリ」（パシュトー語: ولسوالۍ, wuləswāləi）、「シャーレスターン」ペルシア語: شهرستان, shahrestān）とも称され、英語では「ディストリクト (district)」と表現される、州の一つ下の階層に置かれた二次的な行政上の単位である。アフガニスタン政府が最初に行政区画の地図を発行したのは、1973年のことであった。その地図には、「ウレスワリ」、「アラカダリー (alaqadaries)」（ウレスワリより小規模な区画とされる）、「マルカズ＝エ＝ウライヤット (markaz-e-wulaiyat)」（州都に相当）を全て合わせた数で、325区画が記載されていた。その後、郡の分割などによって相当数の郡が新設され、他方では少数ながら合併で消滅した郡もあった。
2005年6月、アフガニスタン政府は 398郡を記載した地図を発表した。この地図における区分は、広く様々な情報システムなどに受け入れられており、通常はこれにシャラク＝エ＝ハイーラターン (Sharak-e-Hayratan) を加えて合計 399 郡とされる。この区分は、2018年末の時点においても事実上の基準、デファクトスタンダードとなっているが、他方で政府は、様々な発表を通じて新たな郡の設置を発表してもいる。
最新とされる421郡という数字があるが、これは「ほとんど前触れもなく中央統計局 (Central Statistics Office, CSO) と地方政府独立機構 (Independent Directorate of Local Governance, IDLG) が合同で、アフガニスタンにいくつの郡があるのかを統一したリストとした。このリストは、独立選挙委員会 (Independent Election Commission, IEC) に引き渡され、選挙の準備に使われた。郡の数は387であった。」といい、これは、387郡と34の州都郡 (provincial center districts) を合わせて、合計421郡だという意味である。こちらには、外部リンクとして、比較的新しく作成された区画を示した地図がある。